# Trichinella nelsoni
Trichinella nelsoni es una especie de Nematodo del orden Trichurida originaria de África, que tolera bien el calor. Produce triquinelosis. Sus principales hospedadores son felinos (leones, guepardos, etc.), carroñeros (hienas) y facoceros.
- Datos: Q6152438